# Фернандес Кальво, Альваро
А́льваро Ферна́ндес Ка́льво (исп. Álvaro Fernández Calvo; род. 10 апреля 2000, Мадрид) — испанский футболист, вратарь клуба «Реал Авилес».

## Клубная карьера
Альваро начал свою карьеру в семилетнем возрасте, в детской команде «Арганда». Затем он перебрался в «Райо Вальекано», где занимался три сезона. В 2011 году Альваро присоединился к системе именитого мадридского «Реала» и выступал за неё в течение пяти лет. В 2016 году голкипер покинул стан мадридцев и присоединился к клубу «Сан Феликс», связанному с «Малагой».
Перед началом сезона 2018/19 Альваро участвовал в предсезонных сборах вместе с первой командой «Малаги» по приглашению её главного тренера Хуана Муньиса. В сезоне он продолжил выступать за молодёжный состав «Малаги», а также сыграл один матч за «Малагу II». В начале 2019 года Альваро отказался продлевать свой истекающий контракт к клубом, после чего руководство «Малаги» отстранило его от матчей.

## Карьера в сборной
В 2017 году Альваро был вызван главным тренером юношеской сборной Испании Санти Денией на юношеский чемпионат Европы (до 17 лет) в Хорватии. Он был основным голкипером испанцев на первенстве и стал в составе своей сборной чемпионом Европы.

## Достижения
Сборная Испании
- Чемпион юношеского чемпионата Европы (до 19 лет): 2019
- Чемпион юношеского чемпионата Европы (до 17 лет): 2017
- Финалист юношеского чемпионата мира (до 17 лет): 2017